# 美狄納
美狄納(梵文：Medhini)，印度大乘密宗人士，八十四成就者之一。

## 簡介
美狄納，意謂「田原中的人」，他出身自薩利鋪札的低種姓人家，靠耕田維生。某天他耕種一半站著休息時，一名經過的瑜珈士問他是否想脫離這一切痛苦，於是美狄納向這位瑜珈士學習佛法。然而每日禪修，現實問題去纏繞美狄納，使得他一度想要放棄，但是上師教導他結合生活的修法，經過十二年禪修，終於得到成就，並在薩利鋪札地區教導無量眾生，最後往生到空行淨土。